# Richard Sprigg Jr.
Richard Sprigg Jr. (ur. ok. 1769, zm. 1806) – amerykański polityk.
W dwóch różnych okresach był przedstawicielem drugiego okręgu wyborczego w stanie Maryland w Izbie Reprezentantów Stanów Zjednoczonych. Po raz pierwszy miało to miejsce w latach 1796–1799 i ponownie w latach 1801–1802.
Jego stryj, Thomas Sprigg, także był przedstawicielem stanu Maryland w Izbie Reprezentantów Stanów Zjednoczonych.